# De Blois
De Blois was een Zuid-Nederlandse adellijke familie.

## Geschiedenis
Koning Lodewijk XIV verhief de heerlijkheid Arondeau tot burggraafschap en verleende de titel burggraaf, overdraagbaar bij eerstgeboorte, aan Antoine de Blois, heer van Beauregard. 

## Genealogie
- Antoine de Blois
  - Charles-Antoine de Blois (°1703), burggraaf van Arondeau, x Marie-Maximilienne Robert, dite de Choisy
    - Joseph-Maximilien de Blois (1725-1787), burggraaf van Arondeau, x Marie-Isabelle-Maximilienne del Rio
      - Louis-Joseph Emmanuel Victor de Blois (1765-1814), burggraaf van Arondeau, x Charlotte de Roisin
        - Louis-Agathon de Blois (1787-1816), burggraaf van Arondeau, x Charlotte de Collins de Quiévrechin
          - Léonce de Blois d'Arendeau (zie hierna)
          - Maurice de Blois d'Arondeau (zie hierna)

    - Alexis de Blois de Walhain (zie hierna)

## Léonce de Blois d'Arondeau
- Léonce Louis Ghislain de Blois d'Arondeau (Doornik, 1 februari 1815 - Roucourt, 8 oktober 1888) was burgemeester van Roucourt. In 1823 werd hij erkend in de erfelijke adel onder het Verenigd Koninkrijk der Nederlanden, met de titel burggraaf, overdraagbaar bij eerstgeboorte. Hij was toen pas geboren en kreeg de erkenning als minderjarige zoon van het echtpaar Louis-Agathon de Blois. Hij leefde samen met Joséphine Bille (1834-1918), met wie hij in 1861 een dochter en in 1865 een zoon kreeg. Het koppel trouwde in Roucourt in 1877 en hij erkende de twee kinderen.
  - Gustave-Adolphe de Blois (1865-1898) trouwde met Camille Grange (1869-1925). Ze hadden twee dochters, zonder verder nageslacht. 
    - Marie-Camille de Blois (1892-1964) trouwde in 1924 met William Bosville Boshell (1888-1932), een geannuleerd huwelijk. Ze hertrouwde met Louis van de Poele (1898-1961). Ze was de laatste naamdraagster de Blois.

## Maurice de Blois d'Arondeau
Maurice Charles Ghislain de Blois d'Arondeau (Doornik, 2 augustus 1816 - 3 maart 1859) werd zoals zijn broer in 1823 erkend in de erfelijke adel, met de titel burggraaf, overdraagbaar bij eerstgeboorte. Hij bleef vrijgezel.

## Alexis de Blois de Walhain
- Alexis Joseph Charles de Blois (Bergen, 3 november 1736 - Buvrinnes, 27 juli 1823), luitenant-kolonel in Franse dienst, kreeg in 1823 erkenning in de erfelijke adel. De patentbrieven werden slechts geregistreerd op 9 augustus, enkele dagen na zijn overlijden. Hij trouwde in 1782 met Amélie de Latre, vrouwe van Feignies en Walhain (1747-1820). Ze kregen drie kinderen.
  - Florent de Blois (1783-1844) was burgemeester van Buvrinnes. Hij trouwde in 1824 met Marie-Catherine Hianne (1790-1858).
    - Désiré de Blois (1830-1863), schepen van Buvrinne, trouwde in 1854 met Philomène Deleau (1836-1859). Ze hadden twee zoons en een dochter. De zoons bleven vrijgezel.
      - Cerguste de Blois (1856-1887), luitenant in het Belgisch leger en vrijgezel gebleven, was de laatste mannelijke naamdrager de Blois.

  - Charles de Blois de Walhain (1785-1876) was burgemeester van Buvrinnes. Hij trouwde in 1825 met Clémentine Votsquenne (1794-1880). Ze hadden een zoon en een dochter, zonder verdere afstammelingen.